# 徐熙娣
徐熙娣（1978年6月14日—），藝名小S、Elephant Dee，臺灣女主持人、歌手、演员。1994年，她與其姊徐熙媛（藝名大S）共組雙人女子團體「S.O.S」出道。1996年起，她與大S先后主持綜藝節目《我猜我猜我猜猜猜》、《娛樂百分百》、《週末三寶FUN》和《大小愛吃》。2004年起至2016年，她和蔡康永共同主持綜藝談話節目《康熙來了》，在华人世界取得巨大成功，并獲頒第40屆金鐘獎綜藝節目主持人獎。
徐熙娣在《福布斯中国名人榜》2010年位列第27名，2011年第46名，2012年第31名，2013年第27名，2014年第54名，2015年第75名。她在2014年、2016年、2018年、2019年位居臺灣主持人收入第一。

## 家庭
徐熙娣出生于臺北市，籍貫山東郯城。父親徐堅（1953－2012）與母親黃春梅（1954－）共育有三女，她排行老么，大姊徐熙嫻、二姊徐熙媛。徐熙娣與丈夫許雅鈞也育有三女，長女許曦文（Elly）、次女許韶恩（Lily）、么女許曦恩（Alice）。其三姑丈為京劇淨角蔡松春，表妹張佳如为新闻主播。

## 演藝生涯

### 1989年—2003年
1989年起，小S於正式出道前即開始拍攝電視廣告。1994年，小S於台北市私立华冈艺术学校就學期間，與二姊大S（徐熙媛）組成「SOS（Sisters of Shiu）」出道。1994年至1997年間共發行六張國語專輯，有《佔領年輕》、《Best of SOS》、《天天寄出的信》、《姐妹情深》、《我是女菩薩》、《顛覆歌》、《貝殼》，並以第二張專輯的歌曲<十分鐘的戀愛>走紅，但此後專輯反響平平。SOS也曾於1995年短暫進軍日本，於當年8月在日發行台灣的首張專輯《佔領年輕》，12月發行在台前三張專輯的精選輯，並增加四首日文歌曲，包含<佔領年輕>的日文版<佔領年輕～青春独り占め>，以及<十分鐘的戀愛>的日文版<十分鐘的戀愛～十分間の恋>。
1996年，小S高中畢業後，因SOS與公司產生合約糾紛，音樂事業陷入停擺。原本兩姊妹打算開設服裝店並準備就此退出演藝圈，後因王偉忠青睞，受邀跨足主持。在法令限制下，組合更名為「ASOS (Adult Sisters of Shiu)」。1996年7月，ASOS以綜藝節目《我猜我猜我猜猜猜》踏入主持界，先期與龍劭華搭檔，後改由吳宗憲共同搭檔主持。2000年10月，兩姊妹結束該節目的主持工作（而後小S曾短暫回鍋主持）。
1998年3月14日，大小S接下何篤霖交接的八大綜合台娛樂新聞節目《娛樂百分百》主持棒，開真人實境節目之先，大量分享家庭與私生活，其直率的言論獲得許多年輕觀眾的熱愛。2006年9月15日，節目為小S離開此節目主持歡送餞別。小S於該節目的八年主持工作期間，包括1998年5月5日開始戴牙套、2000年6月7日舉辦「百分百變裝秀」、2002年的「徐老師瘦身操」與「徐里長」角色扮演等節目內容，皆獲迴響。
音樂事業方面，ASOS於2001年12月發行專輯《變態少女》，由好友范曉萱製作，而這也是她們的最後一張專輯。

### 2004年—2015年
2004年，小S與作家蔡康永一同主持中天綜合台综艺談話節目《康熙來了》，在兩岸三地獲得巨大成功。2005年，兩人以此節目榮獲第40屆電視金鐘獎「綜藝節目主持人獎」，並於2005–2008年連續四年入圍金鐘獎。《康熙來了》自2004年首播至2016年停播12年以來，屢屢將小S事業推向頂峰。
大小S原為經紀公司「金星娛樂」旗下藝人，和其他金星旗下藝人俗稱「偉忠幫」。2010年，大小S正式脫離經紀人王偉忠，分別以「太平」、「犬象」自立門戶。2014年，小S重回音樂歌唱領域，以「elephant DEE」之名發行首張個人同名EP《elephant DEE》，集結五首創作單曲，除《心臟噴血》一曲由大S作詞外，小S一手包辦其他詞曲創作。

### 2016年至今
2016–2017年，小S首次獨挑大梁主持中国大陆綜藝節目《姐姐好餓》，在愛奇藝播出。2017年，小S首次主演電影《吃吃的愛》，由蔡康永執導，但票房口碑失利。2018–2020年，小S和蔡康永再度搭檔主持優酷的網路綜藝節目《坦白吧！花花世界》，後節目改名為《真相吧！花花萬物》，因嚴重特殊傳染性肺炎疫情而停播。
2021-2022年，小S主持网路谈话节目《熙娣想聊》，由大S、陳彥銘擔當製作人。2022年起，小S主持网路谈话节目《小姐不熙娣》，至2025年2月因姐姐大S病逝請假長達半年，目前由吳姍儒代班。

## 個人生活
1996至2000年，徐熙娣與台灣主持人黃子佼交往。2000年黃子佼和藝人曾寶儀的緋聞曝光後，徐熙娣在當時主持的節目《娛樂百分百》以及節目之前的記者會宣布分手時提及此事，令黃子佼和曾寶儀事業大受影響。
2014年底，黃子佼和徐熙娣在Facebook成為好友，為破冰埋下伏筆。2015年1月12日及13日播放的《康熙來了》，黃子佼以嘉賓的身份登場，上演「世紀大和解」，徐熙娣也向男方道歉。
徐熙娣的丈夫是許雅鈞，兩人於2005年9月9日奉孕成婚，育有三女：2006年生下大女兒；2007年生下二女兒；2012年生下三女兒。
除了演藝事業以外，徐熙娣于2013年与謝娜、基因生醫股份有限公司共同投資北京蜜絲蜜糖餐飲管理有限公司，2019年结束营业。徐熙娣公公和丈夫與蔡昆成、基因國際生醫股份有限公司等共同投資「パン達人手感烘焙麵包店」，在2013年因使用人工香精引發爭議，代表超過一千名消費者的消費者文教基金會向該公司前後任董事長莊鴻銘、徐洵平，以及为其站台的徐熙娣提起集體訴訟。2023年，中華民國最高法院裁定生技達人及前後任負責人應賠償864名消費者共342萬8626元，徐熙娣無需承擔賠償責任。

## 音樂作品

### 團體時期專輯
| 國語專輯 # | 專輯資料 | 曲目 |
| 1st        | 《佔領年輕》 - 發行日期：1994年 - 唱片公司：波麗佳音 - 發行公司：波麗佳音 - 語言：中文                                                                              | 曲目 1. 佔領年輕 2. 我愛場外休憩區 3. 至少我深愛過一次 4. 著火的心 5. 聽聽我的心 6. 暗戀 7. Do Bi Di Wa 8. 最夠意思的好朋友 9. 妞妞快舞 10. 留不住你的愛 11. Baby How I Need You  |
| 2nd        | 《天天寄出的信》 - 發行日期：1995年 - 唱片公司：波麗佳音 - 發行公司：波麗佳音 - 語言：中文                                                                          | 曲目 1. 天天寄出的信 2. 十分鐘的戀愛 3. 兵變情不變 4. 祝你新年快樂 5. Sos For My Only Love 6. 全世界沒有人比我更愛你 7. 誰都知道我最愛你 8. 愛到發高燒 9. 九月的心 10. 最後的慢舞 |
| 3th        | 《姐妹情深》 - 發行日期：1995年 - 唱片公司：波麗佳音 - 發行公司：波麗佳音 - 語言：中文                                                                              | 曲目 1. 姐妹情深 2. Crazy 3. 或者可能也許 4. Sos Party 5. 當愛已來臨 6. 天不怕地不怕 7. 收藏的心 8. 心愛又心疼 9. 明天的明天還有風在吹 10. Happy Birthday To You To Me            |
| 4th        | 《我是女菩薩》 - 發行日期：1996年 - 唱片公司：波麗佳音 - 發行公司：波麗佳音 - 語言：中文                                                                            | 曲目 1. 我是女菩薩 2. 愛起飛 3. 絕配 4. 你和我的男朋友 5. 寧缺勿濫 6. 我的青春煩惱特別多 7. 愛情季節 8. 亂世傳說 9. 愛你一下下 10. 不一樣的天使                                   |
| 5th        | 《顛覆歌》 - 發行日期：1996年 - 唱片公司：波麗佳音 - 發行公司：波麗佳音 - 語言：中文                                                                                | 曲目 1. 朋友歌 2. 快樂頌(快樂 SONG) 3. More Than I Can Say 4. 國歌 5. Sha La La 6. 晚安曲 7. 寶貝對不起 8. 姑娘的酒渦 9. 科學小飛俠 10. 今宵多珍重                                |
| 6th        | 《貝殼》 - 發行日期：1997年 - 唱片公司：波麗佳音 - 發行公司：波麗佳音 - 語言：中文                                                                                  | 曲目 1. 貝殼 2. 愛情的位子 3. 接吻 4. 等待 5. 祝福 6. 愛的紀念日 7. 小白花 8. OH! MY FRIEND 9. 愛我別放手 10. 別管我                                                              |
| 7th        | 《變態少女》 - 發行日期：2001年 - 唱片公司：擎天娛樂 - 發行公司：擎天娛樂 - 語言：中文 - 是ASOS離開波麗佳音、演藝事業主力轉向主持界後，簽約擎天娛樂發行的唯一專輯。 | 曲目 1. 我要告訴你一件事 2. 沙漠 3. 龍捲風 4. 變態少女想人記 5. 死者的呼喚 6. 我討厭你 7. 痛苦的沈默 8. 愛不持久 9. 愛你愛到死 10. 名犬大大 11. 無力 12. 姐妹們的聚會             |

### 個人時期專輯
| 國語專輯 # | 專輯資料 | 曲目 |
| 1st        | 《elephant DEE的demo Oops!》 - 發行日期：2022年3月31日 - 唱片公司：亞神音樂 - 發行公司：亞神音樂 - 語言：中文 | 曲目 1. 天堂 2. 一個人 3. 渺小 4. 救命恩人 5. 欠揍的你 6. 蜘蛛精 7. 雙面人 8. 九九乘法表 9. 墨菲定律 10. For My Husband 11. 給我一個beat |

### EP
| 專輯 | 專輯資料 | 曲目                                                             |
| ---- | --- | ---------------------------------------------------------------- |
| 1st  | 《elephant DEE》（EP） - 發行日期：2014年12月12日 - 唱片公司：亞神音樂 - 發行公司：亞神音樂 - 以elephant DEE的名義發行 | 曲目 1. Blue 2. 五妹娘 3. 心臟噴血 4. Between 5. Beautiful World |

### 單曲
| 年份   | 曲目   | 作詞   | 作曲   | 備註                   |
| ------ | ------ | ------ | ------ | ---------------------- |
| 2017年 | 小時候 | 吳青峰 | 吳青峰 | 電影《吃吃的愛》推廣曲 |
| 2017年 | 鯉魚歌 | 蔡康永 | 范曉萱 | 電影《吃吃的愛》宣傳曲 |

### 合作單曲
| 年份   | 合作歌手                                           | 曲目         | 備註 |
| ------ | -------------------------------------------------- | ------------ | ---- |
| 2003年 | 張宇                                               | 傻瓜與野丫頭 |      |
| 2004年 | 羅志祥                                             | 戀愛達人     |      |
| 2013年 | 庾澄慶                                             | 哈你歌       |      |
| 2017年 | 蔡健雅/林憶蓮/那英/蕭亞軒/楊丞琳/張惠妹/黃麗玲合唱 | We are One   |      |
| 2018年 | MATZKA                                             | 早晨瑜伽     |      |
| 2019年 | 徐熙媛、柳翰雅、范曉萱                             | 姐妹們的旅行 |      |

### 詞曲創作
| 歌曲／演唱者                                           | 詞曲創作 | 發行專輯             |
| ------------------------------------------------------ | -------- | -------------------- |
| DO BI DI WA（與姊姊徐熙媛共寫）（ASOS）                | 作詞     | 《佔領年輕》         |
| 妞妞快舞（ASOS）                                       | 作詞     | 《佔領年輕》         |
| 留不住你的愛（ASOS）                                   | 作詞     | 《佔領年輕》         |
| 十分鐘的戀愛（ASOS）                                   | 作詞     | 《天天寄出的信》     |
| 九月的心（ASOS）                                       | 作詞     | 《天天寄出的信》     |
| SOS PARTY（ASOS）                                      | 作詞     | 《姐妹情深》         |
| 收藏的心（ASOS）                                       | 作詞     | 《姐妹情深》         |
| 愛情季節（ASOS）                                       | 作詞     | 《我是女菩薩》       |
| 我要告訴你一件事（ASOS）                               | 作詞     | 《變態少女》         |
| 沙漠（與范曉萱共寫（ASOS）                             | 作詞     | 《變態少女》         |
| 龍捲風（與姊姊徐熙媛、范曉萱共寫）（ASOS）             | 作詞     | 《變態少女》         |
| 我討厭你（ASOS）                                       | 作詞     | 《變態少女》         |
| 愛不持久（ASOS）                                       | 作詞     | 《變態少女》         |
| 名犬大大（ASOS）                                       | 作詞     | 《變態少女》         |
| 姊妹們的聚會（ASOS）                                   | 作詞     | 《變態少女》         |
| 姊妹們的聚會（范曉萱）                                 | 作詞     | 《絕世名伶》         |
| 如果我先死了怎麼辦（范曉萱）                           | 作詞     | 《絕世名伶》         |
| 重複（范曉萱）                                         | 作詞     | 《絕世名伶》         |
| 馬戲團（范曉萱）                                       | 作詞     | 《絕世名伶》         |
| 騎虎難下（張瑋綸）                                     | 作詞     | 《冒險日記》         |
| For My Husband（Makiyo川島茉樹代；demo原唱者為徐熙娣） | 作詞     | 《夜電》             |
| 被馴服的象（蔡健雅）                                   | 作詞     | 《天使與魔鬼的對話》 |
| Blue（elephant DEE）                                   | 作詞     | 《elephant DEE》     |
| 五妹娘（elephant DEE）                                 | 作詞     | 《elephant DEE》     |
| Between（elephant DEE）                                | 作詞     | 《elephant DEE》     |
| Beautiful World（elephant DEE）                        | 作詞     | 《elephant DEE》     |
| 愛在聖誕（周興哲 feat.楊凱琳）                         | 作詞     | 《學著愛》           |
| 寧缺勿濫（ASOS）                                       | 作曲     | 《我是女菩薩》       |
| 小白花（ASOS）                                         | 作曲     | 《貝殼》             |
| 我要告訴你一件事（ASOS）                               | 作曲     | 《變態少女》         |
| 沙漠（ASOS）                                           | 作曲     | 《變態少女》         |
| 龍捲風（ASOS）                                         | 作曲     | 《變態少女》         |
| 變態少女想人記（ASOS）                                 | 作曲     | 《變態少女》         |
| 死者的呼喚（ASOS）                                     | 作曲     | 《變態少女》         |
| 我討厭你（ASOS）                                       | 作曲     | 《變態少女》         |
| 痛苦的沈默（ASOS）                                     | 作曲     | 《變態少女》         |
| 愛不持久（ASOS）                                       | 作曲     | 《變態少女》         |
| 名犬大大（ASOS）                                       | 作曲     | 《變態少女》         |
| 無力（ASOS）                                           | 作曲     | 《變態少女》         |
| 姊妹們的聚會（ASOS）                                   | 作曲     | 《變態少女》         |
| 姊妹們的聚會（范曉萱）                                 | 作曲     | 《絕世名伶》         |
| 失控的胖子（范曉萱）                                   | 作曲     | 《絕世名伶》         |
| 如果我先死了怎麼辦（范曉萱）                           | 作曲     | 《絕世名伶》         |
| 重複（范曉萱）                                         | 作曲     | 《絕世名伶》         |
| 縫人（范曉萱）                                         | 作曲     | 《絕世名伶》         |
| 汪汪汪（范曉萱）                                       | 作曲     | 《絕世名伶》         |
| 馬戲團（范曉萱）                                       | 作曲     | 《絕世名伶》         |
| 男人（范曉萱）                                         | 作曲     | 《絕世名伶》         |
| 鬼娃娃（范曉萱）                                       | 作曲     | 《還有別的辦法嗎》   |
| For My Husband（Makiyo川島茉樹代；demo原唱者為徐熙娣） | 作曲     | 《夜電》             |
| Blue（elephant DEE）                                   | 作曲     | 《elephant DEE》     |
| 五妹娘（elephant DEE）                                 | 作曲     | 《elephant DEE》     |
| 心臟噴血（elephant DEE）                               | 作曲     | 《elephant DEE》     |
| Between（elephant DEE）                                | 作曲     | 《elephant DEE》     |
| Beautiful World（elephant DEE）                        | 作曲     | 《elephant DEE》     |

## 編舞作品
| 歌曲             | 專輯名稱        | 發行專輯 |
| ---------------- | --------------- | -------- |
| 《管他什麼音樂》 | 范曉萱&100%樂團 | 《赤子》 |

## 演唱會
| 日期          | 國家／地區       | 城市   | 地點          | 嘉賓                           |
| ------------- | ---------------- | ------ | ------------- | ------------------------------ |
| 2015年2月14日 | 中華民國（臺灣） | 台北市 | Legacy Taipei | 徐熙媛、范曉萱、柳翰雅、庾澄慶 |

## 主持作品

### 影視節目
| 主持年份                      | 頻道       | 節目                 | 備註                                                 |
| ----------------------------- | ---------- | -------------------- | ---------------------------------------------------- |
| 1995年                        |            | 《超猛XYZ》          | 搭檔徐熙媛                                           |
| 1995年                        |            | 《青春報馬仔》       | 搭檔徐熙媛                                           |
| 1996年～2000年                | 中視       | 《我猜我猜我猜猜猜》 | 與龍劭華、徐熙媛搭檔至1998年，後與吳宗憲、徐熙媛搭檔 |
| 1998年～2006年                | 八大综合台 | 《娛樂百分百》       | 搭檔徐熙媛，其於2005年請辭                           |
| 2001年                        | 台視       | 《周末三寶FUN》      | 搭檔庾澄慶、徐熙媛                                   |
| 2001年～2002年                | 中視       | 《我猜我猜我猜猜猜》 |                                                      |
| 2002年～2003年                | 華視       | 《超級星期天》       |                                                      |
| 2004年1月5日—2016年1月14日    | 中天綜合台 | 《康熙來了》         | 搭檔蔡康永                                           |
| 2007年6月11日—2008年5月29日   | 八大综合台 | 《大小愛吃》         | 搭檔徐熙媛                                           |
| 2008年11月14日—2008年12月19日 | 中視       | 《超級星光大道4》    | 搭檔蔡康永，代班主持第12集～第17集                   |
| 2022年2月14日—至今            | 東森綜合台 | 《小姐不熙娣》       | 搭檔派翠克                                           |

### 網路節目
| 主持年份       | 頻道      | 節目                 | 備註                                                           |
| -------------- | --------- | -------------------- | -------------------------------------------------------------- |
| 2016年         | 愛奇藝    | 《姐姐好餓》         |                                                                |
| 2017年         | 愛奇藝    | 《姐姐好餓》第二季   |                                                                |
| 2018年         | 優酷網    | 《真相吧！花花萬物》 | 搭檔蔡康永                                                     |
| 2018年～2019年 | 愛奇藝    | 《小姐姐的花店》     | 常駐成員                                                       |
| 2019年         | 腾讯视频  | 《奇遇人生》         | 由好友柳瀚雅主持，担任第一期嘉宾                               |
| 2019年         | 腾讯视频  | 《我们是真正的朋友》 | 搭档徐熙媛、范晓萱、柳翰雅                                     |
| 2019年         | 優酷網    | 《花花萬物》第二季   | 搭檔蔡康永，原《真相吧！花花萬物》，第二季名稱改為《花花萬物》 |
| 2019年～2020年 | 優酷網    | 《花花萬物》第三季   | 搭檔蔡康永                                                     |
| 2021年         | CatchPlay | 《熙娣想聊》         |                                                                |

### Podcast節目
| 主持年份 | 頻道    | 節目                                 | 備註          |
| -------- | ------- | ------------------------------------ | ------------- |
| 2022年   | SoundOn | 《老娘的老娘：小S和S媽的超展開對話》 | 搭檔S媽黃春梅 |

### 頒獎典禮

#### 金鐘獎
| 年份   | 地區 | 節目                 | 頻道     | 備註       |
| ------ | ---- | -------------------- | -------- | ---------- |
| 2004年 | 臺灣 | 第39屆金鐘獎頒獎典禮 | 東森電視 | 搭檔蔡康永 |

#### 金曲獎
| 年份   | 地區 | 節目                 | 頻道     | 備註                       |
| ------ | ---- | -------------------- | -------- | -------------------------- |
| 2006年 | 臺灣 | 第17屆金曲獎頒獎典禮 | 東風衛視 | 搭檔陶晶瑩                 |
| 2008年 | 臺灣 | 第19屆金曲獎頒獎典禮 | 東風衛視 | 搭檔陶晶瑩、侯佩岑、徐熙媛 |
| 2010年 | 臺灣 | 第21屆金曲獎頒獎典禮 | 台視     | 搭檔庾澄慶                 |

#### 金馬獎
| 年份   | 地區 | 節目                 | 頻道 | 備註       |
| ------ | ---- | -------------------- | ---- | ---------- |
| 2010年 | 臺灣 | 第47屆金馬獎頒獎典禮 | 台視 | 搭檔蔡康永 |

## 演出作品

### 電視劇
| 年份   | 頻道             | 劇名                           | 角色           | 合作演員                             |
| 2002年 | 華視             | 青春六人行                     | 花子           | 唐志中、陳建州、柳翰雅、李威、簡沛恩 |
| 2004年 | 台視、東森戲劇台 | 求婚事務所第二單元《戀戀風塵》 | 徐曉虹（小虹） | 伍佰、聶雲                           |
| 2013年 | 中天綜合台       | PMAM                           | 小S（客串）    | 蔡康永、陳漢典、謝娜、謝依霖         |
| 2018年 | 湖南衛視         | 流星花園 (中國大陸電視劇)      | 道明莊         | 王鶴棣 、沈月、梁靖康、吳希澤、官鴻  |
| 2023年 | Netflix          | 此時此刻《說好的輕井澤》       | 張維熙         | 吳慷仁、劉品言                       |

### 電影
| 年份   | 片名                 | 角色                 |
| 2008年 | 情非得已之生存之道   | 特別受訪             |
| 2017年 | 吃吃的愛             | 上官娣娣             |
| 2017年 | 姐姐好餓             | （客串）             |
| 2019年 | 五月天人生無限公司3D | 《康熙又來了》主持人 |

### 動畫配音
| 年份   | 片名                          | 角色   |
| 2003年 | 《辛巴達：七海傳奇》          | 瑪琳娜 |
| 2004年 | 《超人特攻隊》                | 幻影   |
| 2016年 | 《海底總動員2：多莉去哪兒？》 | 多莉   |

### 音樂錄影帶
| 年分   | 專輯        | 曲目           | 演唱者          |
| ------ | ----------- | -------------- | --------------- |
| 1991年 | 捨不得你走  | 捨不得你走     | 周傳雄          |
| 2003年 | 真善美      | 可不可以不勇敢 | 范瑋琪          |
| 2003年 | 淚橋        | 晚風           | 伍佰&China Blue |
| 2003年 | 大丈夫      | 傻瓜與野ㄚ頭   | 張宇            |
| 2008年 | 潮男正傳    | 撐腰           | 羅志祥          |
| 2018年 | 先不要      | 先不要         | 陳漢典          |
| 2018年 | 第二關      | 早晨瑜珈       | Matzka          |
| 2019年 | Ugly Beauty | 紅衣女孩       | 蔡依林          |
| 2024年 | 結伴        | 催眠           | 動力火車        |

## 出版品

### 書籍
| 年份   | 書籍                                                | 作者   | 出版社   | ISBN               |
| 1998年 | 《SOS東京拼裝大地圖》                               | SOS    | 平裝本   | ISBN 9578031890    |
| 1997年 | 《SOS超猛青春》                                     | SOS    | 皇冠     | ISBN 573313561     |
| 2002年 | 《小S牙套日記》                                     | 徐熙娣 | 平裝本   | ISBN 578033486     |
| 2002年 | 《徐老師一分鐘瘦身操》                              | 徐熙娣 | 皇冠     | ISBN 868045800     |
| 2006年 | 《小S之懷孕日記》                                   | 徐熙娣 | 時周文化 | ISBN 867586379     |
| 2009年 | 《心機母女》隨書附贈小S自作、自彈、自唱獨家單曲CD   | 徐熙娣 | 平裝本   | ISBN 789578037441  |
| 2016年 | 《國際廚娘的終極導師：小S與芭娜娜的生活風格料理書》 | 徐熙娣 | 平裝本   | ISBN 9789869379311 |

## 獎項紀錄

### 獎項紀錄
| 年度 | 頒獎典禮                                      | 獎項                       | 作品                    | 結果 |
| 2002 | 第9屆華語音樂榜中榜                           | 最受歡迎樂隊/組合獎        | 《變態少女》            | 提名 |
| 2002 | 第9屆華語音樂榜中榜                           | 受歡迎創作歌手/樂隊/組合獎 | 《變態少女》            | 提名 |
| 2002 | 第9屆華語音樂榜中榜                           | 港台地區最受歡迎歌曲獎     | 《愛不持久》            | 提名 |
| 2002 | 第9屆華語音樂榜中榜                           | 最受歡迎音樂錄影帶獎       | 《愛不持久》            | 提名 |
| 2004 | 第39屆金鐘獎                                  | 戲劇節目女配角獎           | 《求婚事務所·戀戀風塵》 | 提名 |
| 2005 | 第40屆金鐘獎                                  | 綜藝節目主持人獎           | 《康熙來了》            | 獲獎 |
| 2006 | 第41屆金鐘獎                                  | 綜藝節目主持人獎           | 《康熙來了》            | 提名 |
| 2007 | 第42屆金鐘獎                                  | 綜藝節目主持人獎           | 《康熙來了》            | 提名 |
| 2008 | 第43屆金鐘獎                                  | 綜藝節目主持人獎           | 《康熙來了》            | 提名 |
| 2015 | 第16屆華語音樂傳媒大獎                        | 最佳爵士、藍調藝人         | 《elephant DEE》        | 提名 |
| 2016 | 第20屆華語音樂榜中榜                          | 亞洲風尚藝人獎             | 《elephant DEE》        | 獲獎 |
| 2022 | 第3屆新加坡亞洲內容大獎 (Content Asia Awards) | 最佳亞洲脫口秀             | 《熙娣想聊》            | 獲獎 |
| 2022 | 第4屆釜山影展亚洲内容大奖                     | 最佳創作者                 | 《熙娣想聊》            | 提名 |
| 2022 | 第57屆金鐘獎                                  | 綜藝節目主持人獎           | 《熙娣想聊》            | 提名 |
| 2022 | 第57屆金鐘獎                                  | 綜藝節目獎                 | 《熙娣想聊》            | 提名 |
| 2024 | 第59屆金鐘獎                                  | 綜藝節目主持人獎           | 《小姐不熙娣》          | 提名 |

### 其他獎項
hito流行音樂獎
- 2004年 第2屆《hito流行音樂獎》：hit fm 百大單曲NO.30《戀愛達人》
- 2013年 第10屆《hito流行音樂獎》：hit fm 百大單曲NO.92《哈你歌》

TVB8金曲榜頒獎典禮
- 2005年 2005年 第7屆《TVB8金曲榜頒獎典禮》：TVB8金曲榜金曲獎《戀愛達人》

Hit FM聯播網
- 2005年《Hit FM聯播網》：年度票選最受歡迎女藝人
- 2005年《Hit FM聯播網》：年度票選最佳搞笑藝人
- 2005年《Hit FM聯播網》：年度票選最受歡迎團體《ASOS》

Channel V 華語音樂榜中榜
- 2006年第12屆《華語音樂榜中榜》：年度最具人氣歌曲獎《戀愛達人》

網路溫度計年度票選
- 2013年《網路溫度計年度票選》：演藝圈十大好媽媽NO.1

博客來華語暢銷榜
- 2015年《Music Picks》：博客來華語暢銷榜Week12-NO.5

FHM男人幫
- 2015年《FHM男人幫》：百大美女榜單NO.8
- 2016年《FHM男人幫》：百大美女榜單NO.82

演藝圈年度真正好媳婦票選
- 2017年《三立新聞》：演藝圈年度真正好媳婦票選NO.5

豆瓣电影年度榜单
- 2017年提名 第4屆《豆瓣电影年度榜单》：年度《瓣嘴》风采艺人

## 相關事件
- 2000年上映的《聖石傳說》是台灣第一部布袋戲電影，為了製造等比例實景跟特製化木偶，劇組斥資3億元新台幣、耗時三年才完成，大小S對此事的公開評論引發爭議。大小S當時直言：「我真的痛恨布袋戲到極點！希望以後國片是由真人演出。我們恨死布袋戲了，不管是中國的國粹還是什麼傳統，反正我們就是恨這種東西。」[19]
- 2001年，《壹週刊》第11期以「露天搖頭派對」為封面主題，報導小S、范曉萱、阿雅、陳純甄等人參加在陽明山高級別墅舉行的露天搖頭性愛派對，疑似嗑藥。四人以妨害名譽罪向《壹週刊》提出刑事告訴及民事求償；民事部份最後和解，和解金逾千萬元。[20][21]
- 2010年，藝人陳建州賣潮T做公益，因成本與實際捐出金額比例相差太大，遭週刊質疑帳目不透明。2010年4月17日，媒體人周玉蔻於《2100週末開講》節目中批評陳建州無恥，質疑陳動機不單純且鄉愿；陳的好友小S因此致電進節目指周玉蔻的態度邪惡。而周玉蔻反指小S身為一個媽媽，不該講出「邪惡」等詞彙，並為小S兩個女兒感到遺憾。小S當場於電話中為自己的言論道歉，但同時要求周玉蔻為「鄉愿」的說法道歉；周玉蔻表示節目談論主題並非小S，所以自己無需道歉且不願收回「鄉愿」相關說法。
- 2013年8月26日，小S丈夫許雅均投資、小S代言的麵包連鎖店「胖達人」驚爆使用人工香精合成醜聞。同年10月初，檢調單位查出許雅均涉嫌內線交易，開立搜索票搜索小S帝寶住處，小S公開鞠躬向大眾致歉[22][23]。10月3日，以違反《證券交易法》諭令許雅鈞以200萬元交保並限制出境，小S則因違反《公平交易法》列為檢調單位約談對象。檢調表示小S稱麵包是天然酵母製成，若知情則為詐欺，處5年以下徒刑；若不知情，亦違反《公平交易法》、《食品衛生管理法》，最重可罰2500萬元。10月11日上午，檢調傳喚小S到案說明[24]。
- 2015年3月9日，小S在中国大陸代言的佳洁士双效炫白牙膏，其广告宣传标语“使用佳洁士双效炫白牙膏，只需一天，牙齿真的白了”被指虚假宣传。宝洁公司后被上海市工商局罚款603万元人民币，此为中国大陆针对虚假违法广告的最大罚单[25]。
- 2015年4月7日，小S公開受訪回應台灣「阿帕契打卡案」時表示：「整件事已變成正義包裝下的殘酷，她的行頭跟身家背景都被拿出來講，但與整件事件無關，已扯太遠！」認為社會輿論對該事件的反應已成為「正義包裝的殘酷」，引發爭議[26]。
- 2020年新型冠狀病毒肆虐，造成全球口罩搶購潮，在多國口罩短缺的狀況下，中華民國行政院長蘇貞昌禁止台灣口罩出口一個月，為此，其姐姐大S徐熙媛在同為口罩短缺行列之一的日本購買了一萬個口罩捐贈武漢，小S深夜轉發姊夫汪小菲微博PO文，激動寫下：「我們都是人類，都住在這個地球上，如果不互相幫助，這不是人類該有的行爲吧！沒有愛，地球只會更糟！恨，比病毒還可怕！」姐姐大S徐熙媛隨後表示：「我希望我的孩子懂人道主義精神，不希望他們變混蛋。」引發中國大陸網友熱議[27][28]。相關發言引起台灣部分網友不滿撻伐，台灣網紅陳之漢批判她們「用口罩事件舔人民幣」[29]；另一網紅「時尚編輯的真心話」則怒斥小S和大S：「不敢對中國一直以來對台灣的打壓講半句話、不敢對香港的慘烈抗爭發言，卻說台灣不協助中國解決口罩短缺的問題不是人類該有的行為」[30]。
- 2021年東京奧運会羽球女子單打決賽，戴對決中國隊羽球選手陳雨菲落敗而获銀牌。小S表达了对戴資穎的支持。她在Instagram發文「雖敗猶榮～但我差點暴斃！」8月2日，她在Instagram表示“邀請全部國手到家裡吃飯”，并表达了对李洋、王齊麟的支持。「國手」稱呼被中國大陸方面質疑，并質疑支持台獨選手，遭到中國大陸方面的網路攻擊。自身代言「清扬」、「大人糖」、「寿全斋」3個品牌也火速切割，宣告終止合作或已到期；中國大陸服装品牌「JORYA」也宣布與其女許曦文合作到期。據悉，小S在中國大陸代言費約800萬元台幣，已損失3200萬元台幣。[31]8月3日，國民黨主席江啟臣进行声援，他表示中華民國是一個主權國家，稱呼中華民國的選手為「國手」，何錯之有[32]。同日，民进党立法院党团举行线上记者会，党团书记长羅致政对事件表示遗憾，同时将大陆厂商的切割视为中华人民共和国政府对小S的个人制裁，「這樣的制裁是完全沒有道理的」[33]。8月5日，小S在微博发文，“我不是台独！疫情期间，请大家保护好自己和家人，祝健康、平安”。中國大陆网友除表示支持外，亦有要求她在Instagram再次表態。[34]。小S於9月15日在微博發文感謝國台辦帮忙澄清其並非台獨。[35]

## 外部連結
- （繁體中文）徐熙娣的Facebook專頁
- （繁體中文）徐熙娣的Instagram帳戶
- （繁體中文）YouTube上的徐熙娣頻道
- （繁體中文）徐熙娣的新浪微博
- 徐熙娣在互联网电影资料库（IMDb）上的資料（英文）
- 徐熙娣在香港影庫上的簡介
- 徐熙娣在时光网上的簡介（简体中文）
- 徐熙娣在豆瓣上的资料（简体中文）
- 華文影史庫 徐熙娣 簡介 （页面存档备份，存于）